# Topik (Rhetorik)
Die Topik ([ˈtoːpɪk] (Ausspracheunterschied zum linguistischen Begriff T[ɔ]pik), von altgriechisch τά τοπικά ta topiká, abgeleitet von altgriechisch τόπος tópos „Ort, Platz, Stelle“) ist ein auf Aristoteles zurückgehender Fachbegriff der Rhetorik und bezeichnet eine Systematik zur Kategorisierung und zum Auffinden von Argumentationsmustern (sog. Topoi) zum Zwecke der Überzeugung.

## Der Topik-Begriff in der klassischen Rhetorik
Topik bedeutete in der griechischen Antike die Lehre von der Auffindung des Stoffes zum Zweck der rhetorischen Behandlung eines beliebigen Gegenstandes, insbesondere aber die systematische Zusammenstellung allgemeiner Begriffe und Sätze (Topen, lat. loci communes), die beim Ausarbeiten von Reden als Richtschnur oder Leitfaden für die Auffindung und Wahl zweckmäßiger Beweisgründe dienen sollten. Insbesondere ist die Topik eine Systematik, mit der „kunstgemäße Beweise“ (lateinisch: probationes artificiales) entwickelt werden können. Die Topik ist damit die erste systematische Erfassung jener Vorgänge, die der Bildung von allgemein anerkannten Überzeugungen zugrunde liegen. Ferner behandelt sie auch die Nutzung oder Methoden der Veränderung von Überzeugungen zum Zwecke der Überredung (lateinisch: persuasio).

## Topik und Überzeugung
Das topische System ist, ideengeschichtlich betrachtet, als Vorläufer moderner Verfahren zur Analyse, Nutzung und Änderung der Einstellungen von Individuen und Gruppen zu sehen. Besondere Schnittmengen hat das System der klassischen rhetorischen Topik mit der modernen kognitiven Verhaltenstherapie, insbesondere mit der besonders verbreiteten Technik „Kognitive Umstrukturierung“. Die Nähe zum topischen System der antiken Rhetorik ist in der psychologischen Forschung gleichwohl wenig bekannt, obwohl der im Verständnis der Topik begründete sokratische Dialog als zentrale Methode für das Infragestellen von dysfunktionalen Kognitionen im Rahmen der heutigen Verhaltenstherapien anerkannt ist.

## Entwicklungsgeschichte
Die Topik wurde von den späteren griechischen Rhetorikern und Grammatikern sowie mit Vorliebe von den Römern behandelt, beispielsweise von Cicero in seinen Schriften „De inventione“ und „Topica“. Im Mittelalter verlor die Topik sich in leere Spielereien.
In neuerer Zeit hat man eine besondere Behandlung der Topik als unersprießlich ganz aufgegeben. Diese Entscheidung war jedoch keineswegs unumstritten. Giambattista Vico kritisierte die Vernachlässigung der Topik, da ohne sie keine reichhaltige Rede möglich sei.

„Die Kritik ist die Kunst der Wahren, die Topik aber die der reichhaltigen Rede. Die in der Topik oder in der Lehre das Medium aufzufinden, Geübten – Medium nennen die Scholastiker, was die Lateiner mit Argumentum bezeichnen – besitzen, da sie gewohnt sind, beim Reden alle Punkte, wo die Argumente bereit liegen, wie die Buchstaben des Alphabets zu durchlaufen, damit schon die Fähigkeit, ohne weiteres zu sehen, was jeweils in der vorliegenden Sache überzeugend gemacht werden kann. Die diese Fähigkeit nicht erreicht haben, verdienen kaum den Namen eines Redners […]“

In der Grammatik ist Topik die Lehre von den Stellen, welche den einzelnen Wörtern im Satz und den Sätzen in der Periode zukommen. Diese Definition gehört jedoch, wie einige andere Nutzungen des Wortes „Topik“ nicht in das Bedeutungsfeld, das dieses Wort im System der klassischen Rhetorik hat.